# Лука Банті
Лука Банті (італ. Luca Banti; нар. 27 березня 1974 року, Ліворно, Італія) — футбольний суддя, обслуговує матчі Серії A, Ліги чемпіонів УЄФА та Ліги Європи УЄФА.

## Кар'єра
Футбольний арбітраж Лука Банті починає в 1991 році. Сезон 1999–2000 відпрацював у Серії D. 
З 2000 по 2004 рік він рефері Серій С1 та С2. З наступного сезону Банті судить матчі Серії В, а з 2005 дебютує в Серії А. Свій перший матч у вищому дивізіоні відсудив 29 травня 2005 року між командами «Ювентус» та Кальярі. З сезону 2010/2011 Лука Банті судить виключно матчі Серії А.
З 2009 року арбітр ФІФА.
У 2014 став володарем призу найкращого арбітру Італії — Премії Джованні Мауро.

## Матчі національних збірних
| Дата            | Збірні                         | Рахунок | Турнір               | ЖК | YK · YK · RK | RK |
| --------------- | ------------------------------ | ------- | -------------------- | -- | ------------ | -- |
| 4 вересня 2009  | Мальта – Кабо-Верде            | 0 – 2   | Товариський матч     | 3  | 0            | 0  |
| 3 вересня 2010  | Ісландія – Норвегія            | 1 – 2   | Кваліфікація ЧЄ 2012 | 2  | 0            | 0  |
| 9 лютого 2011   | Сан-Марино – Ліхтенштейн       | 0 – 1   | Товариський матч     | 2  | 0            | 0  |
| 2 вересня 2011  | Уельс – Чорногорія             | 2 – 1   | Кваліфікація ЧЄ 2012 | 6  | 0            | 0  |
| 26 березня 2013 | Уельс – Хорватія               | 1 – 2   | Кваліфікація ЧС 2014 | 4  | 0            | 0  |
| 13 жовтня 2014  | Боснія і Герцеговина – Бельгія | 1 – 1   | Кваліфікація ЧЄ 2016 | 1  | 0            | 0  |
| 31 березня 2015 | Швейцарія – США                | 1 – 1   | Товариський матч     | 0  | 0            | 1  |
| 12 жовтня 2015  | Швеція – Молдова               | 2 – 0   | Кваліфікація ЧЄ 2016 | 0  | 0            | 0  |
| 7 жовтня 2016   | Франція – Болгарія             | 2 – 0   | Кваліфікація ЧС 2018 | 0  | 0            | 0  |
| 9 червня 2017   | Фарерські острови – Швейцарія  | 0 – 2   | Кваліфікація ЧС 2018 | 2  | 0            | 0  |